# Antes del presente
Antes del presente (abreviado a menudo con las siglas AP o a. p., y en ocasiones BP —del inglés Before Present—) es una referencia de tiempo usada en arqueología, geología y otras disciplinas científicas como estándar para especificar cuándo ocurrió un evento en el pasado.
Se adoptó debido a la multiplicidad de calendarios y de fechas usadas en el presente. A principios de 1954, los metrólogos establecieron el año 1950 del calendario gregoriano como el año de origen arbitrario de la escala temporal para su uso en la datación por radiocarbono, usando muestras de referencia de 1950 de ácido oxálico. Por ejemplo, 1500 AP significa 1500 años menos que 1950, es decir, el año 450 DC.
En inglés, BP puede ser también considerado como una sigla de Before Physics.

## Datación por radiocarbono
La comunidad internacional de radiocarbono en cooperación con el Instituto Nacional de Estándares y Tecnología de los EE. UU. fueron los que abordaron el problema y tomaron esta solución. Se preparó una gran cantidad de muestras de dihidrato de ácido oxálico y se tomaron como referencia los valores de 14C de esas muestras. Se consideró que los valores de las muestras estaban un 5 % por encima de su nivel natural, así que el valor de referencia final para el 14C fue de 0,95. Este valor es con el que comparan todas las mediciones de radiocarbono, expresadas como «fracción de moderno» (fM), y las edades radiocarbónicas son calculadas a partir de la fM, expresadas en años AP.
El año 1950 fue el elegido porque es el año en el cual se establecieron las curvas de calibración para la datación por radiocarbono, y también como homenaje a la publicación de las primeras dataciones por radiocarbono en 1949.
El año 1950 también era adecuado porque era anterior a las masivas pruebas atmosféricas de armas nucleares que sucedieron años después y que alteraron la proporción en la atmósfera de los isótopos radioactivos, incluyendo al carbono-14.